# Raadhuis van Usquert
Het Berlagehuis is het voormalige Raadhuis van Usquert dat in 1930 gebouwd is naar aanleiding van een ontwerp van de architect Hendrik Petrus Berlage. Het werd ontworpen en gebouwd in opdracht van de toen nog zelfstandige gemeente Usquert (na verschillende gemeentelijke fusies nu deel van de gemeente Het Hogeland) in de Nederlandse provincie Groningen. De toren van het oorspronkelijk ontwerp was Berlage uiteindelijk echter te 'onbeduidend', waarop hij besloot deze op eigen kosten met twee meter te verlengen. Het is het enige raadhuis dat Berlage ontworpen heeft en doet qua vorm denken aan een kerkgebouw of een kasteeltje.
Het raadhuis is gebouwd in de stijl van het rationalisme, maar is door het fantasierijke gebruik van kleuren en vormen sterk verwant aan de Amsterdamse School. Het is opgebouwd uit baksteen, beton en ijzer.
Op de begane grond bevinden zich de kantoren en vergaderruimtes en op de verdieping de raadszaal. Het trapportaal in de hal vertoont sterke overeenkomsten met die in het door Berlage in 1935 ontworpen Haagse Gemeentemuseum. De vide en vensters zijn voorzien van sobere, ritmische monochrome glas-in-loodramen.
Het gebouw is sinds 12 juni 1990 een rijksmonument. De tegels in de centrale hal zijn gemaakt door de Porceleyne Fles. De Vereniging Hendrick de Keyser is sinds 1990 de eigenaar van het pand. In 1991 werd het pand gerestaureerd.

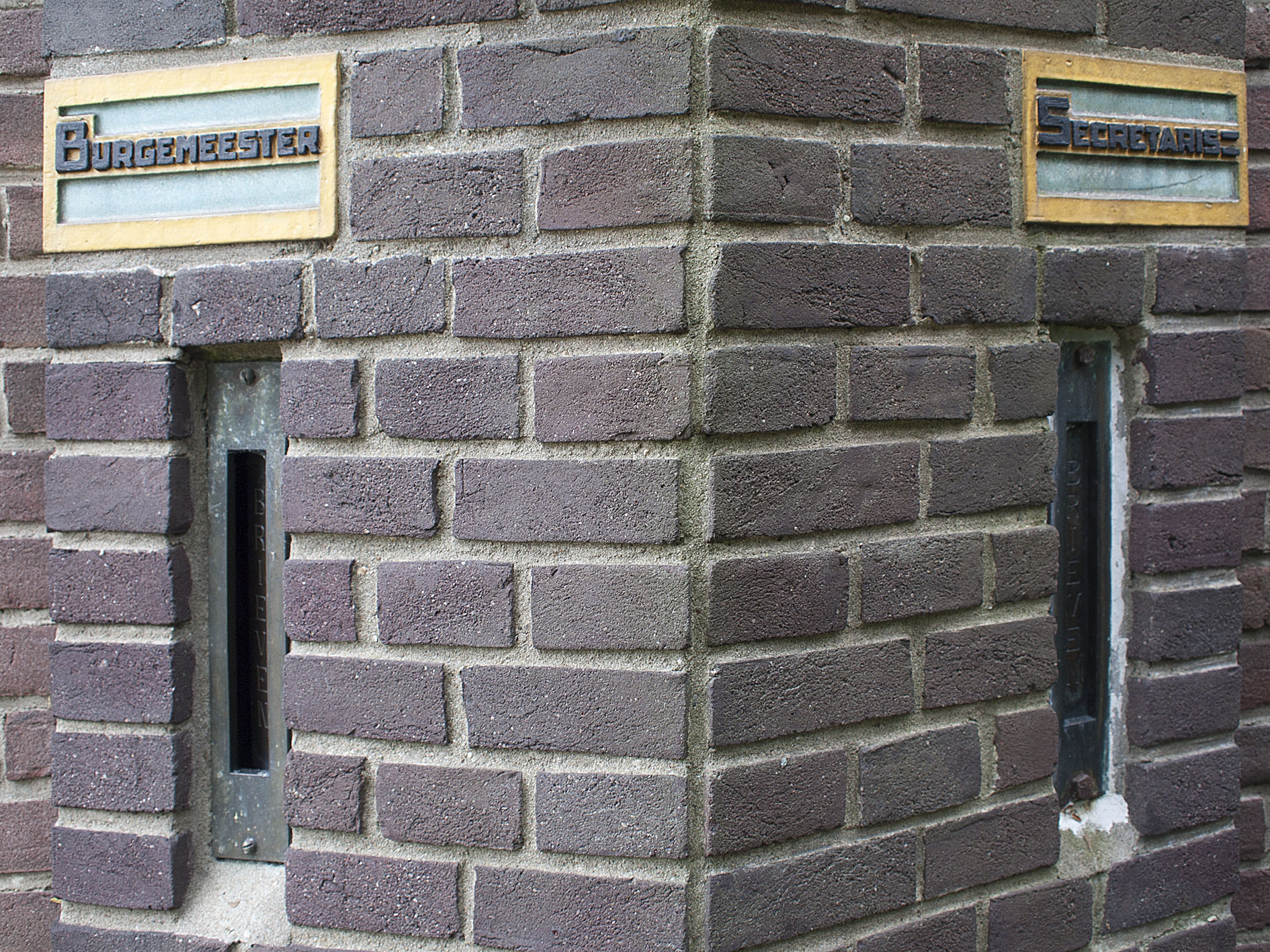
Brievenbus van het raadhuis
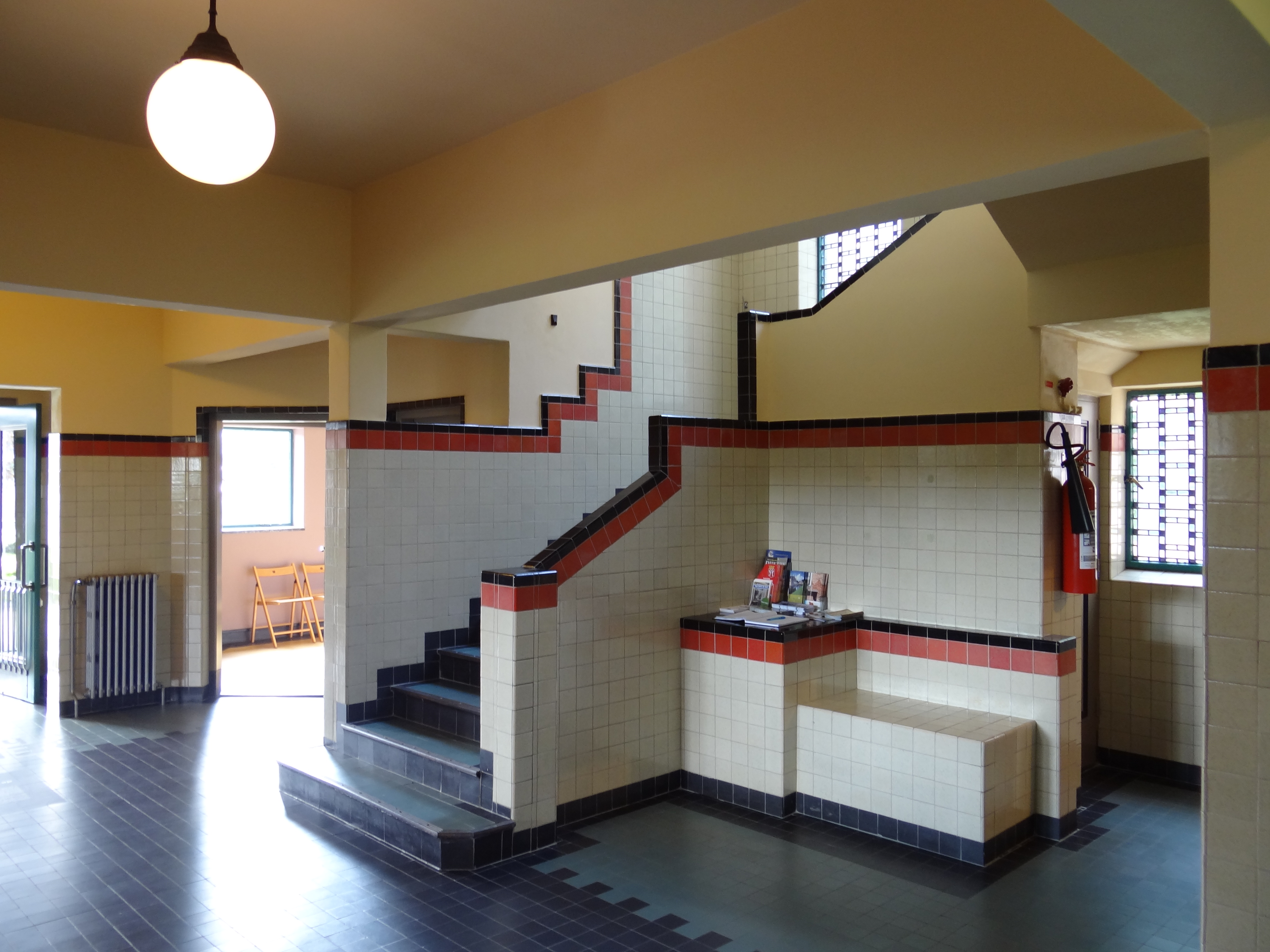
Trappenpartij